# Late298 (航空機)
Late 298 は、フランスのラテコエール社によって第二次世界大戦直前に開発・生産された水上機である。大型の2本のフロートを持つ全金属製低翼単葉機で、大きくテーパーした主翼をもっていた。1933年の水上雷撃機の仕様に沿って開発され、1936年5月8日に初飛行ののち、1937年から量産された。主翼の折り畳み機構を持つB型、D型、F型があった。速度性能以外は全般的に優れた機体で被弾にも強かった。ドイツ侵攻時には海軍飛行中隊に配属され水上機母艦などから発進し、地上攻撃任務で活躍した。フランス降伏後もヴィシー政府軍で活躍した。総生産は207機。大戦後残存した機体は、練習機として1951年まで使用された。

## 性能諸元
- 全長：12.59 m
- 全幅：15.50 m
- 全高：4.10 m
- 翼面積：31.6 m2
- 全備重量：4,500 kg
- エンジン：イスパノ・スイザ12Yers 液冷12気筒 880 hp
- 最大速度：300 km/h
- 実用上限高度：6,000 m
- 航続距離：1,500 km
- 武装
  - 爆弾 670 kg 又は航空機用魚雷×1
  - 7.5 mm 機銃×3
- 乗員 2–3名

## 登場作品
『艦隊これくしょん -艦これ-』
艦娘の装備として、「Laté 298B」の名称で登場。
『War Thunder』
2022年〜2023年にかけてのイベントにて入手可能だった。